# Burugamakalahalli, Chik Ballapur
Burugamakalahalli là một làng thuộc tehsil Chik Ballapur, huyện Kolar, bang Karnataka, Ấn Độ.